# Municipio de Vaggeryd
El municipio de Vaggeryd (en sueco: Vaggeryds kommun) es un municipio en la provincia de Jönköping, al sur de Suecia. Su sede se encuentra en la ciudad de Skillingaryd. El municipio actual se creó en 1971 cuando las dos ciudades de mercado de Skillingaryd y Vaggeryd se fusionaron con partes de los municipios rurales de Klevshult y Vrigstad.

## Localidades
Hay 5 áreas urbanas (tätort) en el municipio:
| # | Tätort       | Población |
| - | ------------ | --------- |
| 1 | Vaggeryd     | 5347      |
| 2 | Skillingaryd | 4027      |
| 3 | Hok          | 664       |
| 4 | Klevshult    | 307       |
| 5 | Bondstorp    | 219       |